# Antti Wihuri
Antti Taavetti Wihuri, till 1906 Anton David Jansson, född 9 oktober 1883 i Gustavs, död 28 december 1962 i Helsingfors, var en finsk redare och mecenat.
Antti Wihuri (då Anton Jansson) föddes i Gustavs 1883 som son till skeppsredaren David Jansson och sömmerskan Josefina Österberg. Fadern dog innan sonen föddes. Han själv for till sjöss som kockpojke på galeasen Rakkaus som 12-årig. Han utbildade sig till styrman och senare till sjökapten (sjökaptensbrev 1908). Han arbetade också inom stuveribranschen och som sjömäklare.
Wihuri grundade sitt första rederi, Raahen Laiva Osakeyhtiö, 1916. År 1920 gifte han sig med Jenny Mäkelä (1884–1943). Rederiet var framgångsrikt och paret Wihuri beslöt att ge av sina pengar till goda ändamål. Före och under finska vinterkriget donerade de betydande belopp till försvarsmakten. 1942 grundade de fonden Jenny ja Antti Wihurin rahasto, som ger ett betydande stöd åt finländsk konst och vetenskap. År 1953 grundade Antti Wihuri Wihurin kansainvälisten palkintojen rahasto ("Wihuris fond för internationella priser"), som delat ut Wihuri Sibelius-priset åt betydande kompositörer och "Wihuri International Prize" för vetenskapsmän från 1958.
Antti Wihuri blev sjöfartsråd 1939 och hedersdoktor vid Helsingfors handelshögskola 1955.
År 1945, två år efter Jenny Wihuris död, gifte Antti Wihuri om sig med Rakel Wihuri, vars son är VD:n Antti Aarnio-Wihuri. Efter andra världskriget utvidgade Wihuri sin verksamhet till andra branscher och ägde så småningom ett tjugotal företag, bland annat Tykö fabriker i Bjärnå och Ahtola Oy, som importerade Volkswagen-bilar. De olika företagen fusionerades 1961 till Wihuri-koncernen. Antti Wihuri ledde företagen till sin död. Wihuri köpte det av Lars Sonck ritade och 1917 byggda Strandhotellet på Brändö år 1963 och byggde om det till kontor för koncernen.
Antti Wihuri fungerade länge som ordförande för Finlands Sjöräddningssällskaps delegation (det högsta beslutande organet i föreningen). Han tjänstgjorde ofta som befälhavare på sjöräddningsfarkosterna. Under hans tid fick sällskapet många utomordentliga räddningskryssare, Harmaja som blev färdig 1956 och placerades i Helsingfors och Niilo Saarinen byggd för Kotka 1961.
På Brändö finns Wihuriplatsen uppkallad efter Antti Wihuri. Räddningskryssaren Jenny Wihuri har fått sitt namn efter hans första hustru.

## Referenser

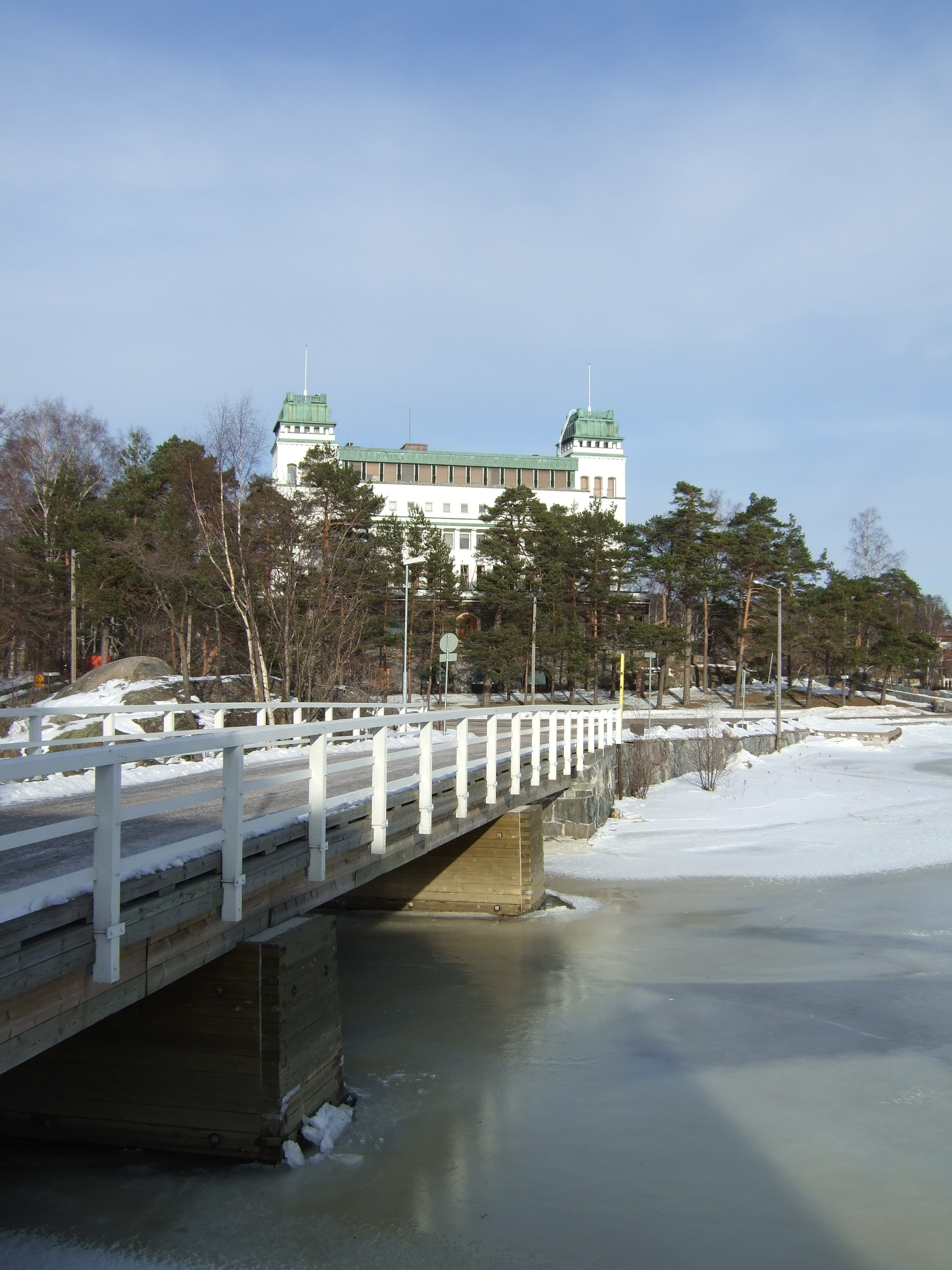
Wihuri-koncernens huvudkontor, tidigare Strandhotellet på Brändö.

### Enligt finskspråkiga Wikipedia
1. ↑  ”Antti Wihuri (1883–1962)” (på finska). wakkanet.fi. Arkiverad från originalet den 8 januari 2015. https://archive.is/20150108152718/http://www.wakkanet.fi/~karij/nimet/kustavi/wihuri.htm. Läst 24 april 2012.
2. ↑  Wihurin rahasto Arkiverad 30 april 2012 hämtat från the Wayback Machine.

### Övriga
1. 1 2  läs online, wihurinrahasto.fi .[källa från Wikidata]
2. ↑  Uppslagsverket Finland, Svenska folkskolans vänner, Uppslagsverket Finland-ID: WihuriAnttiUppslagsverketFinland.[källa från Wikidata]
3. ↑  läs online, wihurinrahasto.fi .[källa från Wikidata]
4. 1 2 3 4 5  Suomen talouselämän vaikuttajat, Finska litteratursällskapet, Talouselämän vaikuttajat-ID: 442, läst: 19 september 2023.[källa från Wikidata]
5. 1 2 3 4  aanimeri
6. ↑  ”Wakkanet: David Jansson”. Arkiverad från originalet den 16 maj 2011. https://web.archive.org/web/20110516223549/http://www.wakkanet.fi/~karij/nimet/kustavi/janssond.htm. Läst 24 april 2012.